# Red Troncal del Transporte Urbano Comarcal
 Este artículo trata sobre la futura red del Transporte Urbano Comarcal. Para ver la red actual, ve a Transporte Urbano Comarcal de Pamplona
Debido al gran crecimiento urbanístico y sobre todo poblacional que ha sufrido Pamplona y el de pueblos de su alrededor como Zizur Mayor, Burlada, Barañáin, Noáin o Berriozar, la Mancomunidad de la Comarca de Pamplona se ha planteado mejorar el Transporte Urbano Comarcal dotándolo de mejores prestaciones y servicios para dar respuesta a la demanda actual de viajeros en la comarca de Pamplona.

## Intentos Anteriores

### Proyecto detranvíaometro ligero
El proyecto de tranvía en la Cuenca de Pamplona fue una iniciativa propuesta por los principales partidos políticos de la capital que llegó a ser estudiada por el Departamento de Obras Públicas, Transportes y Comunicaciones del Gobierno de Navarra con el objetivo de aumentar el porcentaje de uso del transporte público en los desplazamientos dentro del área metropolitana de Pamplona, y de paliar los problemas de tráfico que sufren algunas de las principales avenidas de la capital de la Comunidad Foral de Navarra, mediante la construcción de una red de tranvía o metro ligero.
El Gobierno de Navarra encargó un estudio de viabilidad, que concluyó afirmado que la propuesta de implantar el tranvía en la Comarca de Pamplona cuenta con «muchas posibilidades de éxito». El estudio trazó dos líneas, una de este a oeste y otra de norte a sur, que atravesarían los principales núcleos poblacionales del área metropolitana. Así mismo, se planteó la posibilidad de crear una tercera línea radial que serviría para conectar las dos líneas principales. Se estimó que el presupuesto de las obras sería superior a los 120 millones de euros y que la longitud total de las dos primeras líneas sería de unos 25 kilómetros.
En el mismo estudio aparecía la posibilidad de que la línea norte - sur se soterrase en el centro de Pamplona, pasando por debajo del Casco Antiguo mediante un túnel que conectaría el barrio de Rochapea con la Estación de Autobuses.
El proyecto de tranvía fue uno de los temas en el que los principales partidos políticos estuvieron de acuerdo en las elecciones municipales del año 2007.
El Gobierno de Navarra consideró en un primer momento que no tenía los datos técnicos suficientes para decidir si promovía la red de tranvía en la Cuenca de Pamplona, mientras que el presidente de la Mancomunidad de la Comarca de Pamplona y socialista por aquel entonces Javier Torrens, consideró que el tranvía serviría para consolidar el transporte público frente al privado.
El 5 de junio de 2008 el Gobierno de Navarra anunció su decisión de rechazar la instalación de una red de tranvía en el Área metropolitana de Pamplona debido a que lo consideró una inversión muy alta, estimado en 700 millones de euros, y al impacto urbanístico que tendría su construcción para la ciudad.
El Gobierno Foral anunció que estaba estudiando alternativas más económicas y sencillas de realizar como instalar carriles bus por las principales avenidas.
|  | Estaciones          |  |   |  |   |  |   |  | Estaciones             |  |
|  | Guipúzcoa           |  | • |  |   |  |   |  |                        |  |
|  | Ezcaba              |  | • |  |   |  |   |  |                        |  |
|  | REFENA              |  | • |  |   |  |   |  |                        |  |
|  | Buztintxuri         |  | • |  |   |  |   |  |                        |  |
|  | Cuatrovientos       |  | • |  |   |  |   |  |                        |  |
|  | Bernardino Tirapu   |  | • |  |   |  |   |  |                        |  |
|  | Canal               |  |   |  | • |  |   |  |                        |  |
|  | Orvina              |  |   |  | • |  | ■ |  | Erreniega              |  |
|  | Chantrea            |  |   |  | • |  | ■ |  | Zizur Mayor            |  |
|  | San Cristóbal       |  |   |  | • |  | ■ |  | Camino de Santiago     |  |
|  | Magdalena           |  |   |  | • |  | ■ |  | Nueva estación de FFCC |  |
|  | Vergel              |  |   |  | • |  | ■ |  | Echavacóiz             |  |
|  | Runa                |  |   |  | • |  | ■ |  | Aróstegi               |  |
|  | Rochapea            |  | ■ |  |   |  | ■ |  | Hospitales             |  |
|  | Castillo            |  | ■ |  |   |  | ■ |  | Pio XII                |  |
|  | Pablo Sarasate      |  | ■ |  |   |  | ■ |  | Sancho el Fuerte       |  |
|  | Yanguas y Miranda   |  | ■ |  | ↔ |  | ■ |  | Yanguas y Miranda      |  |
|  | Fueros              |  | ■ |  |   |  | ■ |  | Merindades             |  |
|  | Galicia             |  | ■ |  |   |  | ■ |  | Media Luna             |  |
|  | Tajonar             |  | ■ |  | • |  |   |  | Beloso                 |  |
|  | Universidad Pública |  | ■ |  | • |  |   |  | Mendillorri            |  |
|  | Sadar               |  | ■ |  | • |  |   |  | Erripagaña             |  |
|  | Arena               |  | ■ |  | • |  |   |  | Navarra Arena          |  |
|  | Galaria             |  | ■ |  | • |  |   |  | Unión Europea          |  |
|  |                     |  |   |  | • |  |   |  | Bertiz                 |  |
|  |                     |  |   |  |   |  | • |  | Ezkabazabal            |  |
|  |                     |  |   |  |   |  | • |  | Serapio Huici          |  |
|  |                     |  |   |  |   |  | • |  | San Andrés             |  |
|  |                     |  |   |  |   |  | • |  | Areta                  |  |
|  |                     |  |   |  |   |  | • |  | Ugarrandia             |  |
|  |                     |  |   |  |   |  | • |  | Zubiarte               |  |

## Situación Actual
Actualmente, se están construyendo nuevos barrios que aumentarán el nivel de población del área metropolitana de Pamplona. Algunos de estos barrios son Erripagaña, Lezcairu, Milagrosa, Echavacóiz o Cordovilla. Además, hay otros lugares como Chantrea Sur, La Morea (Burlada), Río Arga (Rochapea) o Camino de Santiago (San Jorge) donde se aprovecha el espacio existente para edificar. Cabe destacar que todos estos emplazamientos se encuentran dentro de la Ronda de Pamplona, y que por lo tanto, al ser espacios reducidos, aumentan la densidad de población de Pamplona y de las ciudades limítrofes. Esto, unido a los actuales problemas de tráfico que sufre dicha área hace que sea más que necesaria la implementación de otro medio de transporte.
No obstante, al no haber mucho espacio hay calles o incluso avenidas, como la avenida de Zaragoza (Milagrosa), la calle Mayor (Burlada), la calle San Cristóbal (Chantrea) o la calle Bernardino Tirapu (Rochapea), donde la instalación de la plataforma para el tranvía restringiría casi o totalmente el tráfico privado. Es por ello por lo que se barajan otras alternativas, como el Autobús de Tránsito Rápido para paliar los problemas.
El BTR se posiciona como una alternativa muy factible, ya que en las calles estrechas puede compartir plataforma con taxis o vehículos de vecinos, como ya hacen los autobuses en zonas como Navas de Tolosa. Además, la vía reservada la podrán utilizar también autobuses normales, agilizando sus tiempos y manteniendo una frecuencia más fiable, al poder saltarse los atascos o los semáforos.

## Propuesta de Red Troncal
Esta propuesta es la adoptada por la Mancomunidad de la Comarca de Pamplona. Actualmente, el PMUS (Plan de Movilidad Urbana Sostenible), que recoge esta propuesta, está a la espera de ser aprobado por las administraciones competentes que aún no lo han hecho algunos ayuntamientos del área metropolitana. De ser así, se empezarán a ejecutar las obras en un plazo de dos a tres años. Está previsto que se construyan alrededor de 25 km de plataforma segregada para las líneas troncales y casi 15 km de carril bus para las líneas complementarias. 

### Líneas Troncales
Las líneas troncales serán las líneas de referencia de la nueva red además de ser una gran novedad para la ciudad. Estarán a mitad de camino entre un tranvía y un autobús convencional porque circularán durante el 98% de su recorrido por plataforma segregada aunque sin raíles.
En lo referente a los vehículos, se estima que serán unos 33 para la primera fase y serán 100% eléctricos. No obstante, no habrá catenaria, por lo que la energía estará almacenada en baterías que habrá que cargar al final de cada trayecto.
|  |  |   |  |  | Estación          | Municipio | Correspondencia                    |  |
|  |  | - |  |  | ----------------- | --------- | ---------------------------------- |  |
|  |  | ■ |  |  | Erdia             | Barañáin  | B                                  |  |
|  |  | ■ |  |  | Institutuak       | Barañáin  |                                    |  |
|  |  | ■ |  |  | Miluze            | Barañáin  |                                    |  |
|  |  | ■ |  |  | Irunlarrea        | Pamplona  | Y                                  |  |
|  |  | ■ |  |  | Yamaguchi         | Pamplona  | BTR2 \| B                          |  |
|  |  | ■ |  |  | Bayona            | Pamplona  | BTR2 \| B                          |  |
|  |  | ■ |  |  | Belate            | Pamplona  | BTR2 BTR3                          |  |
|  |  | ■ |  |  | Antoniutti        | Pamplona  | BTR3                               |  |
|  |  | ■ |  |  | Taconera          | Pamplona  | BTR3 BTR4                          |  |
|  |  | ■ |  |  | Pablo Sarasate    | Pamplona  | BTR3 BTR4 BTR5                     |  |
|  |  | ■ |  |  | Príncipe de Viana | Pamplona  | BTR3 BTR4 \| A E K S X             |  |
|  |  | ■ |  |  | Merindades        | Pamplona  | BTR3 BTR4 \| A E I K L M P Q S V X |  |
|  |  | ■ |  |  | Baja Navarra      | Pamplona  | BTR3 BTR4 \| A S V                 |  |
|  |  | ■ |  |  | Seminario         | Pamplona  | BTR3 BTR4 \| A S V                 |  |
|  |  | ■ |  |  | Ezkababide        | Burlada   | BTR3 \| B                          |  |
|  |  | ■ |  |  | Landazabal        | Burlada   | BTR3                               |  |
|  |  | ■ |  |  | Serapio Huici     | Villava   | BTR3 \| C D T                      |  |

|  |  |   |  |  | Estación          | Municipio | Correspondencia |  |
|  |  | - |  |  | ----------------- | --------- | --------------- |  |
|  |  | ■ |  |  | Irunlarrea        | Pamplona  | BTR1 \| B Y     |  |
|  |  | ■ |  |  | Yamaguchi         | Pamplona  | BTR1 \| B       |  |
|  |  | ■ |  |  | Baiona            | Pamplona  | BTR1            |  |
|  |  | ■ |  |  | Belate            | Pamplona  | BTR1 BTR3       |  |
|  |  | ■ |  |  | La Oliva          | Pamplona  | BTR3            |  |
|  |  | ■ |  |  | Biurdana          | Pamplona  | BTR3            |  |
|  |  | ■ |  |  | Doctor Juaristi   | Pamplona  | BTR3            |  |
|  |  | ■ |  |  | San Jorge         | Pamplona  | BTR3 \| O       |  |
|  |  | ■ |  |  | Sanduzelai        | Pamplona  | BTR3            |  |
|  |  | ■ |  |  | Geltokia          | Pamplona  | BTR3            |  |
|  |  | ■ |  |  | Lauhaize          | Pamplona  | BTR3 BTR5 \| J  |  |
|  |  | ■ |  |  | Bernardino Tirapu | Pamplona  | BTR3 \| P       |  |
|  |  | ■ |  |  | Marcelo Celayeta  | Pamplona  | BTR3 \| Q       |  |
|  |  | ■ |  |  | Errotazar         | Pamplona  | BTR3            |  |
|  |  | ■ |  |  | Euskal Herria     | Ansoáin   | BTR3 \| K       |  |
|  |  | ■ |  |  | Arriurdiñeta      | Pamplona  | BTR3            |  |
|  |  | ■ |  |  | San Cristóbal     | Pamplona  | BTR3 \| E       |  |
|  |  | ■ |  |  | Mugazuri          | Pamplona  | BTR3 \| E       |  |
|  |  | ■ |  |  | Iturrondo         | Burlada   | BTR3            |  |
|  |  | ■ |  |  | Bidaburua         | Villava   | BTR3 \| C D T   |  |

|  |  |   |  |  | Estación          | Municipio | Correspondencia                    |  |
|  |  | - |  |  | ----------------- | --------- | ---------------------------------- |  |
|  |  | ■ |  |  | Merindades        | Pamplona  | BTR1 BTR4 \| A E I K L M P Q S V X |  |
|  |  | ■ |  |  | Baja Navarra      | Pamplona  | BTR1 BTR4 \| A S V                 |  |
|  |  | ■ |  |  | Seminario         | Pamplona  | BTR1 BTR4 \| A S V                 |  |
|  |  | ■ |  |  | Ezkababide        | Burlada   | BTR1 \| B                          |  |
|  |  | ■ |  |  | Landazábal        | Burlada   | BTR1                               |  |
|  |  | ■ |  |  | Serapio Huici     | Villava   | BTR1 \| C D T                      |  |
|  |  | ■ |  |  | Bidaburua         | Villava   | BTR2 \| C D T                      |  |
|  |  | ■ |  |  | Iturrondo         | Burlada   | BTR2                               |  |
|  |  | ■ |  |  | Mugazuri          | Pamplona  | BTR2 \| E                          |  |
|  |  | ■ |  |  | San Cristóbal     | Pamplona  | BTR2 \| E                          |  |
|  |  | ■ |  |  | Arriurdiñeta      | Pamplona  | BTR2                               |  |
|  |  | ■ |  |  | Euskal Herria     | Ansoáin   | BTR2 \| K                          |  |
|  |  | ■ |  |  | Errotazar         | Pamplona  | BTR2                               |  |
|  |  | ■ |  |  | Marcelo Celayeta  | Pamplona  | BTR2 \| Q                          |  |
|  |  | ■ |  |  | Bernardino Tirapu | Pamplona  | BTR2 \| P                          |  |
|  |  | ■ |  |  | Lauhaize          | Pamplona  | BTR2 BTR5 \| J                     |  |
|  |  | ■ |  |  | Estación          | Pamplona  | BTR2                               |  |
|  |  | ■ |  |  | San Jorge         | Pamplona  | BTR2                               |  |
|  |  | ■ |  |  | San Jorge         | Pamplona  | BTR2 \| O                          |  |
|  |  | ■ |  |  | Doctor Juaristi   | Pamplona  | BTR2                               |  |
|  |  | ■ |  |  | Biurdana          | Pamplona  | BTR2                               |  |
|  |  | ■ |  |  | La Oliva          | Pamplona  | BTR2                               |  |
|  |  | ■ |  |  | Belate            | Pamplona  | BTR1 BTR2                          |  |
|  |  | ■ |  |  | Antoniutti        | Pamplona  | BTR1                               |  |
|  |  | ■ |  |  | Taconera          | Pamplona  | BTR3 BTR4                          |  |
|  |  | ■ |  |  | Pablo Sarasate    | Pamplona  | BTR3 BTR4 BTR5                     |  |
|  |  | ■ |  |  | Príncipe de Viana | Pamplona  | BTR3 BTR4 \| A E K S X             |  |
|  |  | ■ |  |  | Merindades        | Pamplona  | BTR1 BTR4 \| A E I K L M P Q S V X |  |

|  |  |   |  |  | Estación          | Municipio   | Correspondencia                    |  |
|  |  | - |  |  | ----------------- | ----------- | ---------------------------------- |  |
|  |  | ■ |  |  | Erreniega         | Zizur Mayor |                                    |  |
|  |  | ■ |  |  | Echavacóiz        | Pamplona    | A H R U                            |  |
|  |  | ■ |  |  | Arostegi          | Pamplona    | A                                  |  |
|  |  | ■ |  |  | Hospitales        | Pamplona    |                                    |  |
|  |  | ■ |  |  | Pio XII           | Pamplona    |                                    |  |
|  |  | ■ |  |  | Antso Azkarra     | Pamplona    | B                                  |  |
|  |  | ■ |  |  | Taconera          | Pamplona    | BTR1 BTR3                          |  |
|  |  | ■ |  |  | Pablo Sarasate    | Pamplona    | BTR1 BTR3 BTR5                     |  |
|  |  | ■ |  |  | Príncipe de Viana | Pamplona    | BTR1 BTR3 \| A E K S X             |  |
|  |  | ■ |  |  | Merindades        | Pamplona    | BTR1 BTR3 \| A E I K L M P Q S V X |  |
|  |  | ■ |  |  | Baja Navarra      | Pamplona    | BTR1 BTR3 \| A S V                 |  |
|  |  | ■ |  |  | Seminarioa        | Pamplona    | BTR1 BTR3 \| A S V                 |  |
|  |  | ■ |  |  | Beloso            | Pamplona    | B S                                |  |
|  |  | ■ |  |  | Mendillorri       | Pamplona    |                                    |  |
|  |  | ■ |  |  | Erripagaña        | Pamplona    | S                                  |  |
|  |  | ■ |  |  | Reino de Navarra  | Sarriguren  |                                    |  |
|  |  | ■ |  |  | Unión Europea     | Sarriguren  | F W                                |  |
|  |  | ■ |  |  | Bertiz            | Sarriguren  |                                    |  |

|  |  |   |  |  | Estación          | Municipio  | Correspondencia |  |
|  |  | - |  |  | ----------------- | ---------- | --------------- |  |
|  |  | ■ |  |  | Guipúzcoa         | Berriozar  | Z               |  |
|  |  | ■ |  |  | Anaitasuna        | Berriozar  |                 |  |
|  |  | ■ |  |  | REFENA            | Pamplona   |                 |  |
|  |  | ■ |  |  | Buztintxuri       | Pamplona   |                 |  |
|  |  | ■ |  |  | Lauhaize          | Pamplona   | BTR2 BTR3 \| J  |  |
|  |  | ■ |  |  | Kosterapea        | Pamplona   |                 |  |
|  |  | ■ |  |  | Bosquecillo       | Pamplona   |                 |  |
|  |  | ■ |  |  | Pablo Sarasate    | Pamplona   | BTR1 BTR3 BTR4  |  |
|  |  | ■ |  |  | Yanguas & Miranda | Pamplona   |                 |  |
|  |  | ■ |  |  | Fueros            | Pamplona   | A E K X         |  |
|  |  | ■ |  |  | Felisa Munarriz   | Pamplona   | E K X           |  |
|  |  | ■ |  |  | Azpilagaña        | Pamplona   | X               |  |
|  |  | ■ |  |  | Orfeón Pamplonés  | Pamplona   |                 |  |
|  |  | ■ |  |  | Sadar             | Pamplona   | M               |  |
|  |  | ■ |  |  | Galaria           | Cordovilla | H W             |  |

### Líneas Complemetarias
Estas líneas, 19 en total, unirán las zonas que no dispongan de conexión con las líneas troncales a dichas líneas. El objetivo es, entre otros, aumentar tanto la puntualidad de las líneas como el número de transbordos. Para ello, se pretende que en cuanto los usuarios de las líneas complementarias se bajen del autobús, encuentren otro esperándoles, facilitando así el transbordo.
| Línea | Características | Características                                                     | Características                                                     | Características                                                     | Características                                                     | Características                                                     | Características                                                     | Características                                                     | Características                                                     | Características                                                     | Características                                                     |
| ----- | --- | ------------------------------------------------------------------- | ------------------------------------------------------------------- | ------------------------------------------------------------------- | ------------------------------------------------------------------- | ------------------------------------------------------------------- | ------------------------------------------------------------------- | ------------------------------------------------------------------- | ------------------------------------------------------------------- | ------------------------------------------------------------------- | ------------------------------------------------------------------- |
| A     | Beloso — Príncipe de Viana ↔ Echavacóiz — Zizur Mayor — Cizur Menor | Beloso — Príncipe de Viana ↔ Echavacóiz — Zizur Mayor — Cizur Menor | Beloso — Príncipe de Viana ↔ Echavacóiz — Zizur Mayor — Cizur Menor | Beloso — Príncipe de Viana ↔ Echavacóiz — Zizur Mayor — Cizur Menor | Beloso — Príncipe de Viana ↔ Echavacóiz — Zizur Mayor — Cizur Menor | Beloso — Príncipe de Viana ↔ Echavacóiz — Zizur Mayor — Cizur Menor | Beloso — Príncipe de Viana ↔ Echavacóiz — Zizur Mayor — Cizur Menor | Beloso — Príncipe de Viana ↔ Echavacóiz — Zizur Mayor — Cizur Menor | Beloso — Príncipe de Viana ↔ Echavacóiz — Zizur Mayor — Cizur Menor | Beloso — Príncipe de Viana ↔ Echavacóiz — Zizur Mayor — Cizur Menor | Beloso — Príncipe de Viana ↔ Echavacóiz — Zizur Mayor — Cizur Menor |
| A     | Inicio - | Fin -                                                               | Longitud 14,3 km                                                    | Paradas 28                                                          | Tiempo 20'                                                          | Velocidad Media 14,0 km/h                                           | Frecuencia 7-20'                                                    | Número de Autobuses 6                                               | Días de Servicio L / M / X / J / V / S / D                          | Explotación TCC (Transports Ciutat Comtal)                          | Prestaciones                                                        |
| A     | Detalles del Servicio: - Área abastecida: Pamplona (Primer Ensanche, Segundo Ensanche, Beloso, Iturrama, Ermitagaña, Mendebaldea y Echavacóiz) y Zizur Mayor - Nota: Sustituye a las actuales líneas , y - Funcionamiento: Realiza las rutas Príncipe de Viana ↔ Zizur Mayor, Príncipe de Viana ↔ Cizur Menor y Beloso ↔ Echavacóiz - Mejoras: Se combinan las tres líneas y se optimiza el trazado para evitar que varias líneas vayan por el mismo trazado. En el tronco común se consigue una frecuencia de 7' |                                                                     |                                                                     |                                                                     |                                                                     |                                                                     |                                                                     |                                                                     |                                                                     |                                                                     |                                                                     |
| A     | Datos Básicos: - Cobertura: 25 570 personas - Distancia Comercial Anual: 414 388 kilómetros - Tiempo de Servicio Anual: 29 505 horas - Viajeros Anuales Estimados: 2 203 817 viajeros - Viajeros por Kilómetro: 5,3 viajeros - Longitud de Vehículo: 12 Metros - Viajeros por Expedición: 32,6 viajeros |                                                                     |                                                                     |                                                                     |                                                                     |                                                                     |                                                                     |                                                                     |                                                                     |                                                                     |                                                                     |
| B     | Burlada ↔ Barañáin | Burlada ↔ Barañáin                                                  | Burlada ↔ Barañáin                                                  | Burlada ↔ Barañáin                                                  | Burlada ↔ Barañáin                                                  | Burlada ↔ Barañáin                                                  | Burlada ↔ Barañáin                                                  | Burlada ↔ Barañáin                                                  | Burlada ↔ Barañáin                                                  | Burlada ↔ Barañáin                                                  | Burlada ↔ Barañáin                                                  |
| B     | Inicio - | Fin -                                                               | Longitud 12,5 km                                                    | Paradas 37                                                          | Tiempo 55'                                                          | Velocidad Media 12,7 km/h                                           | Frecuencia 15'                                                      | Número de Autobuses 8                                               | Días de Servicio L / M / X / J / V / S / D                          | Explotación TCC (Transports Ciutat Comtal)                          | Prestaciones                                                        |
| B     | Detalles del Servicio: - Área abastecida: Pamplona (Mendebaldea, Ermitagaña, San Juan, Iturrama, Milagrosa, Azpilagaña y Erripagaña), Barañáin y Burlada - Nota: Sustituye a la actual línea - Funcionamiento: Todos los autobuses realizan todo el recorrido - Mejoras: Se añaden las paradas de Avenida Eulza (Barañáin) que antes tenía la línea y el final en Burlada |                                                                     |                                                                     |                                                                     |                                                                     |                                                                     |                                                                     |                                                                     |                                                                     |                                                                     |                                                                     |
| B     | Datos Básicos: - Cobertura: 52 363 personas - Distancia Comercial Anual: 543 633 kilómetros - Tiempo de Servicio Anual: 42 262 horas - Viajeros Anuales Estimados: 1 970 520 viajeros - Viajeros por Kilómetro: 3,9 viajeros - Longitud de Vehículo: 12 Metros - Viajeros por Expedición: 48,8 viajeros |                                                                     |                                                                     |                                                                     |                                                                     |                                                                     |                                                                     |                                                                     |                                                                     |                                                                     |                                                                     |
| C     | Villava ↔ Huarte — Olloqui | Villava ↔ Huarte — Olloqui                                          | Villava ↔ Huarte — Olloqui                                          | Villava ↔ Huarte — Olloqui                                          | Villava ↔ Huarte — Olloqui                                          | Villava ↔ Huarte — Olloqui                                          | Villava ↔ Huarte — Olloqui                                          | Villava ↔ Huarte — Olloqui                                          | Villava ↔ Huarte — Olloqui                                          | Villava ↔ Huarte — Olloqui                                          | Villava ↔ Huarte — Olloqui                                          |
| C     | Inicio - | Fin -                                                               | Longitud 5,5 km                                                     | Paradas 11                                                          | Tiempo 10-15'                                                       | Velocidad Media 14,2 km/h                                           | Frecuencia 10-20'                                                   | Número de Autobuses 4                                               | Días de Servicio L / M / X / J / V / S / D                          | Explotación TCC (Transports Ciutat Comtal)                          | Prestaciones                                                        |
| C     | Detalles del Servicio: - Área abastecida: Villava, Huarte y Olloqui - Nota: Sustituye a la actual línea y a la extensión a Huarte de la línea - Funcionamiento: Realiza las rutas Villava ↔ Huarte y Villava ↔ Olloqui - Mejoras: Se puede viajar desde Huarte hasta Huarte directamente y la ruta Pamplona ↔ Olloqui se agiliza |                                                                     |                                                                     |                                                                     |                                                                     |                                                                     |                                                                     |                                                                     |                                                                     |                                                                     |                                                                     |
| C     | Datos Básicos: - Cobertura: 5 837 personas - Distancia Comercial Anual: 284 936 kilómetros - Tiempo de Servicio Anual: 20 091 horas - Viajeros Anuales Estimados: 806 140 viajeros - Viajeros por Kilómetro: 2,8 viajeros - Longitud de Vehículo: 12 Metros - Viajeros por Expedición: 13,2 viajeros |                                                                     |                                                                     |                                                                     |                                                                     |                                                                     |                                                                     |                                                                     |                                                                     |                                                                     |                                                                     |
| D     | Villava ↔ Huarte | Villava ↔ Huarte                                                    | Villava ↔ Huarte                                                    | Villava ↔ Huarte                                                    | Villava ↔ Huarte                                                    | Villava ↔ Huarte                                                    | Villava ↔ Huarte                                                    | Villava ↔ Huarte                                                    | Villava ↔ Huarte                                                    | Villava ↔ Huarte                                                    | Villava ↔ Huarte                                                    |
| D     | Inicio - | Fin -                                                               | Longitud 2,3 km                                                     | Paradas 6                                                           | Tiempo 7'                                                           | Velocidad Media 14,0 km/h                                           | Frecuencia 10'                                                      | Número de Autobuses 2                                               | Días de Servicio L / M / X / J / V / S / D                          | Explotación TCC (Transports Ciutat Comtal)                          | Prestaciones                                                        |
| D     | Detalles del Servicio: - Área abastecida: Villava y Huarte - Nota: Sustituye a las actuales líneas , y - Funcionamiento: Es la línea de alimentación del BTR de Huarte en Villava - Mejoras: Se combinan las tres líneas y se optimiza el trazado para evitar que varias líneas vayan por el mismo trazado. En el tronco común se consigue una frecuencia de 7' |                                                                     |                                                                     |                                                                     |                                                                     |                                                                     |                                                                     |                                                                     |                                                                     |                                                                     |                                                                     |
| D     | Datos Básicos: - Cobertura: 4 916 personas - Distancia Comercial Anual: 140 520 kilómetros - Tiempo de Servicio Anual: 10 056 horas - Viajeros Anuales Estimados: 333 794 viajeros - Viajeros por Kilómetro: 2,4 viajeros - Longitud de Vehículo: 12 Metros - Viajeros por Expedición: 5,5 viajeros |                                                                     |                                                                     |                                                                     |                                                                     |                                                                     |                                                                     |                                                                     |                                                                     |                                                                     |                                                                     |
| E     | Chantrea ↔ Cordovilla | Chantrea ↔ Cordovilla                                               | Chantrea ↔ Cordovilla                                               | Chantrea ↔ Cordovilla                                               | Chantrea ↔ Cordovilla                                               | Chantrea ↔ Cordovilla                                               | Chantrea ↔ Cordovilla                                               | Chantrea ↔ Cordovilla                                               | Chantrea ↔ Cordovilla                                               | Chantrea ↔ Cordovilla                                               | Chantrea ↔ Cordovilla                                               |
| E     | Inicio - | Fin -                                                               | Longitud 7,5 km                                                     | Paradas 19                                                          | Tiempo 30'                                                          | Velocidad Media 11,4 km/h                                           | Frecuencia 15'                                                      | Número de Autobuses 4                                               | Días de Servicio L / M / X / J / V / S / D                          | Explotación TCC (Transports Ciutat Comtal)                          | Prestaciones                                                        |
| E     | Detalles del Servicio: - Área abastecida: Pamplona (Segundo Ensanche, Chantrea, Milagrosa e Iturrama) y Cordovilla - Nota: Sustituye a la actual línea - Funcionamiento: Todos los autobuses realizan todo el recorrido - Mejoras: Se vuelve a subir hasta Cordovilla, aunque lo hacen todos los servicios |                                                                     |                                                                     |                                                                     |                                                                     |                                                                     |                                                                     |                                                                     |                                                                     |                                                                     |                                                                     |
| E     | Datos Básicos: - Cobertura: 23 137 personas - Distancia Comercial Anual: 231 442 kilómetro - Tiempo de Servicio Anual: 20 237 horas - Viajeros Anuales Estimados: 1 075 222 viajeros - Viajeros por Kilómetro: 4,6 viajeros - Longitud de Vehículo: 12 Metros - Viajeros por Expedición: 26,2 viajeros |                                                                     |                                                                     |                                                                     |                                                                     |                                                                     |                                                                     |                                                                     |                                                                     |                                                                     |                                                                     |
| G     | Galaria ↔ Beriáin | Galaria ↔ Beriáin                                                   | Galaria ↔ Beriáin                                                   | Galaria ↔ Beriáin                                                   | Galaria ↔ Beriáin                                                   | Galaria ↔ Beriáin                                                   | Galaria ↔ Beriáin                                                   | Galaria ↔ Beriáin                                                   | Galaria ↔ Beriáin                                                   | Galaria ↔ Beriáin                                                   | Galaria ↔ Beriáin                                                   |
| G     | Inicio - | Fin -                                                               | Longitud 6,7 km                                                     | Paradas 11                                                          | Tiempo 20'                                                          | Velocidad Media 17,7 km/h                                           | Frecuencia 20'                                                      | Número de Autobuses 6                                               | Días de Servicio L / M / X / J / V / S / D                          | Explotación TCC (Transports Ciutat Comtal)                          | Prestaciones                                                        |
| G     | Detalles del Servicio: - Área abastecida: Cordovilla, Noáin y Beriáin - Nota: Sustituye a la actual línea en su tramo sur - Funcionamiento: Hasta que no se implante la línea BTR5, irá hasta Príncipe de Viana - Mejoras: Se mejora la frecuencia y se convierte en la línea de alimentación del BTR de Noáin y Beriáin en Galaria |                                                                     |                                                                     |                                                                     |                                                                     |                                                                     |                                                                     |                                                                     |                                                                     |                                                                     |                                                                     |
| G     | Datos Básicos: - Cobertura: 25 570 personas - Distancia Comercial Anual: 522 347 kilómetros - Tiempo de Servicio Anual: 30 553 horas - Viajeros Anuales Estimados: 1 415 100 viajeros - Viajeros por Kilómetro: 2,7 viajeros - Longitud de Vehículo: 12 Metros - Viajeros por Expedición: 24,2 viajeros |                                                                     |                                                                     |                                                                     |                                                                     |                                                                     |                                                                     |                                                                     |                                                                     |                                                                     |                                                                     |
| I     | Merindades ↔ Mendillorri | Merindades ↔ Mendillorri                                            | Merindades ↔ Mendillorri                                            | Merindades ↔ Mendillorri                                            | Merindades ↔ Mendillorri                                            | Merindades ↔ Mendillorri                                            | Merindades ↔ Mendillorri                                            | Merindades ↔ Mendillorri                                            | Merindades ↔ Mendillorri                                            | Merindades ↔ Mendillorri                                            | Merindades ↔ Mendillorri                                            |
| I     | Inicio - | Fin -                                                               | Longitud 3,8 km                                                     | Paradas 9                                                           | Tiempo 15'                                                          | Velocidad Media 12,4 km/h                                           | Frecuencia 8'                                                       | Número de Autobuses 5                                               | Días de Servicio L / M / X / J / V / S / D                          | Explotación TCC (Transports Ciutat Comtal)                          | Prestaciones                                                        |
| I     | Detalles del Servicio: - Área abastecida: Pamplona (Segundo Ensanche, Lezcairu y Mendillorri) - Nota: Sustituye a la actual línea - Funcionamiento: Todos los autobuses realizan todo el recorrido - Mejoras: Se da servicio al corredor de Carlos III y al Soto de Lezcairu |                                                                     |                                                                     |                                                                     |                                                                     |                                                                     |                                                                     |                                                                     |                                                                     |                                                                     |                                                                     |
| I     | Datos Básicos: - Cobertura: 16 699 personas - Distancia Comercial Anual: 311 419 kilómetros - Tiempo de Servicio Anual: 25 213 horas - Viajeros Anuales Estimados: 754 425 viajeros - Viajeros por Kilómetro: 2,4 viajeros - Longitud de Vehículo: 12 Metros - Viajeros por Expedición: 9,9 viajeros |                                                                     |                                                                     |                                                                     |                                                                     |                                                                     |                                                                     |                                                                     |                                                                     |                                                                     |                                                                     |
| J     | Artiberri ↔ Cuatrovientos | Artiberri ↔ Cuatrovientos                                           | Artiberri ↔ Cuatrovientos                                           | Artiberri ↔ Cuatrovientos                                           | Artiberri ↔ Cuatrovientos                                           | Artiberri ↔ Cuatrovientos                                           | Artiberri ↔ Cuatrovientos                                           | Artiberri ↔ Cuatrovientos                                           | Artiberri ↔ Cuatrovientos                                           | Artiberri ↔ Cuatrovientos                                           | Artiberri ↔ Cuatrovientos                                           |
| J     | Inicio - | Fin -                                                               | Longitud 2,0 km                                                     | Paradas 8                                                           | Tiempo 10'                                                          | Velocidad Media 12,8 km/h                                           | Frecuencia 10'                                                      | Número de Autobuses 2                                               | Días de Servicio L / M / X / J / V / S / D                          | Explotación TCC (Transports Ciutat Comtal)                          | Prestaciones                                                        |
| J     | Detalles del Servicio: - Área abastecida: Pamplona (Buztintxuri, Rochapea y San Jorge), Artica y Berriozar - Nota: Sustituye a la actual línea en su tramo norte - Funcionamiento: Es la línea de alimentación del BTR de Artiberri y Nuevo Artica en Cuatrovientos - Mejoras: Se mejora la frecuencia |                                                                     |                                                                     |                                                                     |                                                                     |                                                                     |                                                                     |                                                                     |                                                                     |                                                                     |                                                                     |
| J     | Datos Básicos: - Cobertura: 4 858 personas - Distancia Comercial Anual: 124 685 kilómetros - Tiempo de Servicio Anual: 9 748 horas - Viajeros Anuales Estimados: 399 613 viajeros - Viajeros por Kilómetro: 3,2 viajeros - Longitud de Vehículo: 12 Metros - Viajeros por Expedición: 6,8 viajeros |                                                                     |                                                                     |                                                                     |                                                                     |                                                                     |                                                                     |                                                                     |                                                                     |                                                                     |                                                                     |
| K     | Ezcaba ↔ Mutilva | Ezcaba ↔ Mutilva                                                    | Ezcaba ↔ Mutilva                                                    | Ezcaba ↔ Mutilva                                                    | Ezcaba ↔ Mutilva                                                    | Ezcaba ↔ Mutilva                                                    | Ezcaba ↔ Mutilva                                                    | Ezcaba ↔ Mutilva                                                    | Ezcaba ↔ Mutilva                                                    | Ezcaba ↔ Mutilva                                                    | Ezcaba ↔ Mutilva                                                    |
| K     | Inicio - | Fin -                                                               | Longitud 8,1 km                                                     | Paradas 20                                                          | Tiempo 40'                                                          | Velocidad Media 11,8 km/h                                           | Frecuencia 10'                                                      | Número de Autobuses 8                                               | Días de Servicio L / M / X / J / V / S / D                          | Explotación TCC (Transports Ciutat Comtal)                          | Prestaciones                                                        |
| K     | Detalles del Servicio: - Área abastecida: Pamplona (Segundo Ensanche, Chantrea y Milagrosa) y Mutilva - Nota: Sustituye a la actual línea - Funcionamiento: Todos los autobuses realizan todo el recorrido - Mejoras: Se elimina la extensión a Galaria |                                                                     |                                                                     |                                                                     |                                                                     |                                                                     |                                                                     |                                                                     |                                                                     |                                                                     |                                                                     |
| K     | Datos Básicos: - Cobertura: 23 484 personas - Distancia Comercial Anual: 476 884 kilómetros - Tiempo de Servicio Anual: 40 291 hora - Viajeros Anuales Estimados: 2 288 994 viajeros - Viajeros por Kilómetro: 4,8 viajeros - Longitud de Vehículo: 12 Metros - Viajeros por Expedición: 37,3 viajeros |                                                                     |                                                                     |                                                                     |                                                                     |                                                                     |                                                                     |                                                                     |                                                                     |                                                                     |                                                                     |
| L     | Merindades ↔ Mutilva | Merindades ↔ Mutilva                                                | Merindades ↔ Mutilva                                                | Merindades ↔ Mutilva                                                | Merindades ↔ Mutilva                                                | Merindades ↔ Mutilva                                                | Merindades ↔ Mutilva                                                | Merindades ↔ Mutilva                                                | Merindades ↔ Mutilva                                                | Merindades ↔ Mutilva                                                | Merindades ↔ Mutilva                                                |
| L     | Inicio - | Fin -                                                               | Longitud 4,9 km                                                     | Paradas 14                                                          | Tiempo 20'                                                          | Velocidad Media 13,9 km/h                                           | Frecuencia 15'                                                      | Número de Autobuses 3                                               | Días de Servicio L / M / X / J / V / S / D                          | Explotación TCC (Transports Ciutat Comtal)                          | Prestaciones                                                        |
| L     | Detalles del Servicio: - Área abastecida: Pamplona (Segundo Ensanche y Lezcairu) y Mutilva - Nota: Sustituye a las actual línea en su tramo sur - Funcionamiento: Todos los autobuses realizan todo el recorrido - Mejoras: Se acorta la distancia y se mejora la frecuencia |                                                                     |                                                                     |                                                                     |                                                                     |                                                                     |                                                                     |                                                                     |                                                                     |                                                                     |                                                                     |
| L     | Datos Básicos: - Cobertura: 11 619 personas - Distancia Comercial Anual: 211 251 kilómetros - Tiempo de Servicio Anual: 15 245 horas - Viajeros Anuales Estimados: 1 039 270 viajeros - Viajeros por Kilómetro: 4,9 viajeros - Longitud de Vehículo: 12 Metros - Viajeros por Expedición: 25,3 viajeros |                                                                     |                                                                     |                                                                     |                                                                     |                                                                     |                                                                     |                                                                     |                                                                     |                                                                     |                                                                     |
| M     | Merindades ↔ El Sario | Merindades ↔ El Sario                                               | Merindades ↔ El Sario                                               | Merindades ↔ El Sario                                               | Merindades ↔ El Sario                                               | Merindades ↔ El Sario                                               | Merindades ↔ El Sario                                               | Merindades ↔ El Sario                                               | Merindades ↔ El Sario                                               | Merindades ↔ El Sario                                               | Merindades ↔ El Sario                                               |
| M     | Inicio - | Fin -                                                               | Longitud 3,0 km                                                     | Paradas 8                                                           | Tiempo 10'                                                          | Velocidad Media 11,5 km/h                                           | Frecuencia 10'                                                      | Número de Autobuses 3                                               | Días de Servicio L / M / X / J / V / S / D                          | Explotación TCC (Transports Ciutat Comtal)                          | Prestaciones                                                        |
| M     | Detalles del Servicio: - Área abastecida: Pamplona (Segundo Ensanche, Milagrosa, Lezcairu y Arrosadia) - Nota: Sustituye a la actual línea - Funcionamiento: Todos los autobuses realizan todo el recorrido - Mejoras: Se acorta el recorrido y se mejora la frecuencia |                                                                     |                                                                     |                                                                     |                                                                     |                                                                     |                                                                     |                                                                     |                                                                     |                                                                     |                                                                     |
| M     | Datos Básicos: - Cobertura: 10 660 personas - Distancia Comercial Anual: 172 754 kilómetros - Tiempo de Servicio Anual: 15 000 horas - Viajeros Anuales Estimados: 466 538 viajeros - Viajeros por Kilómetro: 2,7 viajeros - Longitud de Vehículo: 12 Metros - Viajeros por Expedición: 7,7 viajeros |                                                                     |                                                                     |                                                                     |                                                                     |                                                                     |                                                                     |                                                                     |                                                                     |                                                                     |                                                                     |
| N     | Erripagaña ↔ Barañáin | Erripagaña ↔ Barañáin                                               | Erripagaña ↔ Barañáin                                               | Erripagaña ↔ Barañáin                                               | Erripagaña ↔ Barañáin                                               | Erripagaña ↔ Barañáin                                               | Erripagaña ↔ Barañáin                                               | Erripagaña ↔ Barañáin                                               | Erripagaña ↔ Barañáin                                               | Erripagaña ↔ Barañáin                                               | Erripagaña ↔ Barañáin                                               |
| N     | Inicio - | Fin -                                                               | Longitud 11,0 km                                                    | Paradas 34                                                          | Tiempo 50'                                                          | Velocidad Media 12,7 km/h                                           | Frecuencia 15'                                                      | Número de Autobuses 8                                               | Días de Servicio L / M / X / J / V / S / D                          | Explotación TCC (Transports Ciutat Comtal)                          | Prestaciones                                                        |
| N     | Detalles del Servicio: - Área abastecida: Pamplona (Segundo Ensanche, Mendebaldea, Ermitagaña, San Juan e Iturrama) - Nota: Sustituye a la actual línea - Funcionamiento: Todos los autobuses realizan todo el recorrido - Mejoras: Se entra al centro por la Avenida Sancho el Fuerte y se elimina el bucle de Mendillorri |                                                                     |                                                                     |                                                                     |                                                                     |                                                                     |                                                                     |                                                                     |                                                                     |                                                                     |                                                                     |
| N     | Datos Básicos: - Cobertura: 19 615 personas - Distancia Comercial Anual: 170 503 kilómetros - Tiempo de Servicio Anual: 15 230 horas - Viajeros Anuales Estimados: 786 505 viajeros - Viajeros por Kilómetro: 4,6 viajeros - Longitud de Vehículo: 12 Metros - Viajeros por Expedición: 19,1 viajeros |                                                                     |                                                                     |                                                                     |                                                                     |                                                                     |                                                                     |                                                                     |                                                                     |                                                                     |                                                                     |
| O     | Buztintxuri ↔ Orcoyen | Buztintxuri ↔ Orcoyen                                               | Buztintxuri ↔ Orcoyen                                               | Buztintxuri ↔ Orcoyen                                               | Buztintxuri ↔ Orcoyen                                               | Buztintxuri ↔ Orcoyen                                               | Buztintxuri ↔ Orcoyen                                               | Buztintxuri ↔ Orcoyen                                               | Buztintxuri ↔ Orcoyen                                               | Buztintxuri ↔ Orcoyen                                               | Buztintxuri ↔ Orcoyen                                               |
| O     | Inicio - | Fin -                                                               | Longitud 4,9 km                                                     | Paradas 12                                                          | Tiempo 15'                                                          | Velocidad Media 17,1 km/h                                           | Frecuencia 10'                                                      | Número de Autobuses 3                                               | Días de Servicio L / M / X / J / V / S / D                          | Explotación TCC (Transports Ciutat Comtal)                          | Prestaciones                                                        |
| O     | Detalles del Servicio: - Área abastecida: Pamplona (Buztintxuri y San Jorge) y Orcoyen - Nota: Sustituye a las actuales líneas y - Funcionamiento: Todos los autobuses realizan todo el recorrido - Mejoras: Es la línea de alimentación del BTR de Buztintxuri y Orcoyen en San Jorge |                                                                     |                                                                     |                                                                     |                                                                     |                                                                     |                                                                     |                                                                     |                                                                     |                                                                     |                                                                     |
| O     | Datos Básicos: - Cobertura: 9 788 personas - Distancia Comercial Anual: 260 909 kilómetros - Tiempo de Servicio Anual: 15 272 horas - Viajeros Anuales Estimados: 935 011 viajeros - Viajeros por Kilómetro: 3,6 viajeros - Longitud de Vehículo: 12 Metros - Viajeros por Expedición: 16,2 viajeros |                                                                     |                                                                     |                                                                     |                                                                     |                                                                     |                                                                     |                                                                     |                                                                     |                                                                     |                                                                     |
| P     | Rochapea ↔ Universidad Pública | Rochapea ↔ Universidad Pública                                      | Rochapea ↔ Universidad Pública                                      | Rochapea ↔ Universidad Pública                                      | Rochapea ↔ Universidad Pública                                      | Rochapea ↔ Universidad Pública                                      | Rochapea ↔ Universidad Pública                                      | Rochapea ↔ Universidad Pública                                      | Rochapea ↔ Universidad Pública                                      | Rochapea ↔ Universidad Pública                                      | Rochapea ↔ Universidad Pública                                      |
| P     | Inicio - | Fin -                                                               | Longitud 5,0 km                                                     | Paradas 14                                                          | Tiempo 25'                                                          | Velocidad Media 12,8 km/h                                           | Frecuencia 12'                                                      | Número de Autobuses 4                                               | Días de Servicio L / M / X / J / V / S / D                          | Explotación TCC (Transports Ciutat Comtal)                          | Prestaciones                                                        |
| P     | Detalles del Servicio: - Área abastecida: Pamplona (Segundo Ensanche, Rochapea, Milagrosa y Arrosadia) - Nota: Sustituye a la actual línea , - Funcionamiento: Todos los autobuses realizan todo el recorrido - Mejoras: Se elimina el bucle de Milagrosa y se mejora la frecuencia |                                                                     |                                                                     |                                                                     |                                                                     |                                                                     |                                                                     |                                                                     |                                                                     |                                                                     |                                                                     |
| P     | Datos Básicos: - Cobertura: 22 184 personas - Distancia Comercial Anual: 247 005 kilómetros - Tiempo de Servicio Anual: 19 267 horas - Viajeros Anuales Estimados: 1 009 956 viajeros - Viajeros por Kilómetro: 4,1 viajeros - Longitud de Vehículo: 12 Metros - Viajeros por Expedición: 20,7 viajeros |                                                                     |                                                                     |                                                                     |                                                                     |                                                                     |                                                                     |                                                                     |                                                                     |                                                                     |                                                                     |
| Q     | Merindades ↔ Ansoáin — Artica | Merindades ↔ Ansoáin — Artica                                       | Merindades ↔ Ansoáin — Artica                                       | Merindades ↔ Ansoáin — Artica                                       | Merindades ↔ Ansoáin — Artica                                       | Merindades ↔ Ansoáin — Artica                                       | Merindades ↔ Ansoáin — Artica                                       | Merindades ↔ Ansoáin — Artica                                       | Merindades ↔ Ansoáin — Artica                                       | Merindades ↔ Ansoáin — Artica                                       | Merindades ↔ Ansoáin — Artica                                       |
| Q     | Inicio - | Fin -                                                               | Longitud 5,8 km                                                     | Paradas 14                                                          | Tiempo 15'                                                          | Velocidad Media 11,1 km/h                                           | Frecuencia 10-20'                                                   | Número de Autobuses 4                                               | Días de Servicio L / M / X / J / V / S / D                          | Explotación TCC (Transports Ciutat Comtal)                          | Prestaciones                                                        |
| Q     | Detalles del Servicio: - Área abastecida: Pamplona (Segundo Ensanche y Rochapea), Ansoáin y Artica - Nota: Sustituye a la actual línea - Funcionamiento: Uno de cada dos servicios desde Merindades tiene como destino Ansoáin y el otro Artica - Mejoras: Se acorta el tiempo entre Ansoáin y Merindades y se elimina la subida al Ayuntamiento |                                                                     |                                                                     |                                                                     |                                                                     |                                                                     |                                                                     |                                                                     |                                                                     |                                                                     |                                                                     |
| Q     | Datos Básicos: - Cobertura: 14 705 personas - Distancia Comercial Anual: 276 835 kilómetros - Tiempo de Servicio Anual: 24 973 horas - Viajeros Anuales Estimados: 605 642 viajeros - Viajeros por Kilómetro: 2,2 viajeros - Longitud de Vehículo: 12 Metros - Viajeros por Expedición: 10 viajeros |                                                                     |                                                                     |                                                                     |                                                                     |                                                                     |                                                                     |                                                                     |                                                                     |                                                                     |                                                                     |
| S     | Príncipe de Viana ↔ Gorraiz | Príncipe de Viana ↔ Gorraiz                                         | Príncipe de Viana ↔ Gorraiz                                         | Príncipe de Viana ↔ Gorraiz                                         | Príncipe de Viana ↔ Gorraiz                                         | Príncipe de Viana ↔ Gorraiz                                         | Príncipe de Viana ↔ Gorraiz                                         | Príncipe de Viana ↔ Gorraiz                                         | Príncipe de Viana ↔ Gorraiz                                         | Príncipe de Viana ↔ Gorraiz                                         | Príncipe de Viana ↔ Gorraiz                                         |
| S     | Inicio - | Fin -                                                               | Longitud 8,7 km                                                     | Paradas 25                                                          | Tiempo 25'                                                          | Velocidad Media 18,0 km/h                                           | Frecuencia 15-45'                                                   | Número de Autobuses 4                                               | Días de Servicio L / M / X / J / V / S / D                          | Explotación TCC (Transports Ciutat Comtal)                          | Prestaciones                                                        |
| S     | Detalles del Servicio: - Área abastecida: Pamplona (Segundo Ensanche, Lezcairu y Erripagaña) Burlada, Sarriguren, Olaz y Gorraiz - Nota: Sustituye a la actual línea - Funcionamiento: Uno de cada tres servicios va a cada extensión - Mejoras: Se mejora la frecuencia y se añade el paso por Lezcairu y Sarriguren |                                                                     |                                                                     |                                                                     |                                                                     |                                                                     |                                                                     |                                                                     |                                                                     |                                                                     |                                                                     |
| S     | Datos Básicos: - Cobertura: 9 171 personas - Distancia Comercial Anual: 623 259 kilómetros - Tiempo de Servicio Anual: 34 627 horas - Viajeros Anuales Estimados: 1 124 724 viajeros - Viajeros por Kilómetro: 1,8 viajeros - Longitud de Vehículo: 12 Metros - Viajeros por Expedición: 12,4 viajeros |                                                                     |                                                                     |                                                                     |                                                                     |                                                                     |                                                                     |                                                                     |                                                                     |                                                                     |                                                                     |
| T     | Bidaburua ↔ Arre — Oricáin | Bidaburua ↔ Arre — Oricáin                                          | Bidaburua ↔ Arre — Oricáin                                          | Bidaburua ↔ Arre — Oricáin                                          | Bidaburua ↔ Arre — Oricáin                                          | Bidaburua ↔ Arre — Oricáin                                          | Bidaburua ↔ Arre — Oricáin                                          | Bidaburua ↔ Arre — Oricáin                                          | Bidaburua ↔ Arre — Oricáin                                          | Bidaburua ↔ Arre — Oricáin                                          | Bidaburua ↔ Arre — Oricáin                                          |
| T     | Inicio - | Fin -                                                               | Longitud 5,1 km                                                     | Paradas 5                                                           | Tiempo 10'                                                          | Velocidad Media 7,2 km/h                                            | Frecuencia 20'                                                      | Número de Autobuses 1                                               | Días de Servicio L / M / X / J / V / S / D                          | Explotación TCC (Transports Ciutat Comtal)                          | Prestaciones                                                        |
| T     | Detalles del Servicio: - Área abastecida: Villava, Arre y Oricáin - Nota: Sustituye a la actual línea , en su extensión a Arre y Oricáin - Funcionamiento: Uno de cada dos servicios se alarga hasta Oricáin - Mejoras: Se mejora la frecuencia y se convierte en línea de alimentación del BTR en Arre y Oricáin de Villava |                                                                     |                                                                     |                                                                     |                                                                     |                                                                     |                                                                     |                                                                     |                                                                     |                                                                     |                                                                     |
| T     | Datos Básicos: - Cobertura: 5 792 personas - Distancia Comercial Anual: 72 648 kilómetro - Tiempo de Servicio Anual: 10 108 horas - Viajeros Anuales Estimados: 121 958 viajeros - Viajeros por Kilómetro: 1,7 viajeros - Longitud de Vehículo: 12 Metros - Viajeros por Expedición: 1,9 viajeros |                                                                     |                                                                     |                                                                     |                                                                     |                                                                     |                                                                     |                                                                     |                                                                     |                                                                     |                                                                     |
| V     | Merindades ↔ Mutilva | Merindades ↔ Mutilva                                                | Merindades ↔ Mutilva                                                | Merindades ↔ Mutilva                                                | Merindades ↔ Mutilva                                                | Merindades ↔ Mutilva                                                | Merindades ↔ Mutilva                                                | Merindades ↔ Mutilva                                                | Merindades ↔ Mutilva                                                | Merindades ↔ Mutilva                                                | Merindades ↔ Mutilva                                                |
| V     | Inicio - | Fin -                                                               | Longitud 7,2 km                                                     | Paradas 15                                                          | Tiempo 20'                                                          | Velocidad Media 12,5 km/h                                           | Frecuencia 20'                                                      | Número de Autobuses 2                                               | Días de Servicio L / M / X / J / V / S / D                          | Explotación TCC (Transports Ciutat Comtal)                          | Prestaciones                                                        |
| V     | Detalles del Servicio: - Área abastecida: Pamplona (Segundo Ensanche y Lezcairu) y Mutilva - Nota: Sustituye a las actuales líneas y - Funcionamiento: Es una línea circular que va en sentido antihorario - Mejoras: Se mejora la frecuencia y se da servicio a Mugartea |                                                                     |                                                                     |                                                                     |                                                                     |                                                                     |                                                                     |                                                                     |                                                                     |                                                                     |                                                                     |
| V     | Datos Básicos: - Cobertura: 16 984 personas - Distancia Comercial Anual: 126 250 kilómetros - Tiempo de Servicio Anual: 10 106 horas - Viajeros Anuales Estimados: 250 651 viajeros - Viajeros por Kilómetro: 2,5 viajeros - Longitud de Vehículo: 12 Metros - Viajeros por Expedición: 8,5 viajeros |                                                                     |                                                                     |                                                                     |                                                                     |                                                                     |                                                                     |                                                                     |                                                                     |                                                                     |                                                                     |
| Z     | Guipúzcoa ↔ Berriosuso | Guipúzcoa ↔ Berriosuso                                              | Guipúzcoa ↔ Berriosuso                                              | Guipúzcoa ↔ Berriosuso                                              | Guipúzcoa ↔ Berriosuso                                              | Guipúzcoa ↔ Berriosuso                                              | Guipúzcoa ↔ Berriosuso                                              | Guipúzcoa ↔ Berriosuso                                              | Guipúzcoa ↔ Berriosuso                                              | Guipúzcoa ↔ Berriosuso                                              | Guipúzcoa ↔ Berriosuso                                              |
| Z     | Inicio - | Fin -                                                               | Longitud 3,1 km                                                     | Paradas 6                                                           | Tiempo 10'                                                          | Velocidad Media 15,6 km/h                                           | Frecuencia 60'                                                      | Número de Autobuses 1                                               | Días de Servicio L / M / X / J / V / S / D                          | Explotación TCC (Transports Ciutat Comtal)                          | Prestaciones                                                        |
| Z     | Detalles del Servicio: - Área abastecida: Berriozar, Aizoáin, Berrioplano y Berriosuso - Nota: Sustituye a la actual línea en su tramo norte - Funcionamiento: Hasta que no se implante la línea BTR5, irá hasta Pablo Sarasate - Mejoras: Se mejora la frecuencia y se convierte en la línea de alimentación del BTR de Aizoáin, Berrioplano y Berriosuso en Berriozar |                                                                     |                                                                     |                                                                     |                                                                     |                                                                     |                                                                     |                                                                     |                                                                     |                                                                     |                                                                     |
| Z     | Datos Básicos: - Cobertura: 23 484 personas - Distancia Comercial Anual: 88 455 kilómetros - Tiempo de Servicio Anual: 5 174 horas - Viajeros Anuales Estimados: 709 901 viajeros - Viajeros por Kilómetro: 8,0 viajeros - Longitud de Vehículo: 12 Metros - Viajeros por Expedición: 44,7 viajeros |                                                                     |                                                                     |                                                                     |                                                                     |                                                                     |                                                                     |                                                                     |                                                                     |                                                                     |                                                                     |

### Medidas Adicionales
Junto con la reordenación de las líneas de autobús y la construcción de las líneas de BTR, se prevén realizar otras actuaciones con el objetivo de mejorar el rendimiento de las líneas complementarias. 
- Carriles BUS: Está prevista la instalación de carriles bus en otras vías donde actualmente no hay plataforma reservada para autobuses para garantizar la fluidez y las frecuencias de las líneas que los utilicen. Se instalarán principalmente en calles o avenidas con mucho tráfico. En vías con carril bus también se estableceran prioridades semafóricas para facilitar el flujo en toda la vía reservada.

| Vías en las que se quiere implantar carril BUS | Vías en las que se quiere implantar carril BUS                | Vías en las que se quiere implantar carril BUS | Vías en las que se quiere implantar carril BUS | Vías en las que se quiere implantar carril BUS | Vías en las que se quiere implantar carril BUS |
| Corredor                                       | Vías que lo componen                                          | Barrio o Municipio                             | Longitud                                       | Sentido                                        | Líneas que lo utilizarán |
| ---------------------------------------------- | ------------------------------------------------------------- | ---------------------------------------------- | ---------------------------------------------- | ---------------------------------------------- | --- |
| Chantrea-Labrit                                | Bajada de Labrit, Calle Magdalena y Calle San Cristobal       | Chantrea (Pamplona)                            | 2,3 km                                         | Ambos Sentidos                                 | E Labrit ↔ Mugazuri K Labrit ↔ Padre Adoain P Labrit ↔ Vergel Q Labrit ↔ Vergel |
| Navarro Villoslada                             | Calle Navarro Villoslada                                      | Segundo Ensanche (Pamplona)                    | 0,5 km                                         | Sentido Único                                  | E Fueros ↔ Paulino Caballero I Paulino Caballero ↔ Merindades K Fueros ↔ Paulino Caballero L Paulino Caballero ↔ Merindades M Paulino Caballero ↔ Merindades                                                        |
| Amaya-Amaiur                                   | Calle Amaya Calle Castillo de Amaiur y Calle Aoiz             | Segundo Ensanche (Pamplona)                    | 1,1 km                                         | Sentido Único                                  | E Labrit ↔ Merindades I Merindades ↔ Libertad K Labrit ↔ Merindades L Merindades ↔ Juan Pablo II M Merindades ↔ Francisco Bergamin P Labrit ↔ Francisco Bergamin Q Labrit ↔ Merindades V Merindades ↔ Juan Pablo II |
| Caballero-Cortes                               | Calle Paulino Caballero, Calle Cortes de Navarra y Calle Aoiz | Segundo Ensanche de Pamplona (Pamplona)        | 1,1 km                                         | Sentido Único                                  | E Navarro Villoslada ↔ Labrit I Juan Pablo II ↔ Merindades K Navarro Villoslada ↔ Labrit L Juan Pablo II ↔ Merindades M Francisco Bergamin ↔ Merindades P Francisco Bergamin ↔ Merindades Q Merindades↔ Labrit      |
| Tajonar                                        | Calle Tajonar y Calle Aoiz                                    | Segundo Ensanche y Milagrosa (Pamplona)        | 0,7 km                                         | Ambos Sentidos                                 | K Monjardin ↔ Cataluña M Francisco Bergamin ↔ Cataluña P Francisco Bergamin ↔ Cataluña |
| Noain                                          | Calle Real                                                    | Noáin                                          | 2,3 km                                         | Ambos Sentidos                                 | G Talluntxe ↔ Oriz |

- Prioridad Semafórica: Esto no se aplicará en vías enteras, sino en determinados cruces para agilizar el tiempo de los autobuses en detrimento del del vehículo privado.Tampoco irá acompañado de la implantación de carriles bus, aunque se podría contemplar dedicar los 5 metros anteriores a un semáforo en el sentido de la marcha (a los que la Ordenanza Municipal de Pamplona prohíbe destinar a aparcamientos) a crear un espacio por el que los autobuses atajen y eviten esperar las filas para los semáforos.

| Cruces en los que se quiere aplicar la Prioridad Semafórica | Cruces en los que se quiere aplicar la Prioridad Semafórica | Cruces en los que se quiere aplicar la Prioridad Semafórica | Cruces en los que se quiere aplicar la Prioridad Semafórica |
| Cruce                                                       | Vías que lo componen                                        | Barrio o Municipio                                          | Líneas que lo utilizarán                                    |
| ----------------------------------------------------------- | ----------------------------------------------------------- | ----------------------------------------------------------- | ----------------------------------------------------------- |
| Buztintxuri- Santa Lucía                                    | Paseo Santa Lucía y Paseo Buztintxuri                       | Buztintxuri (Pamplona)                                      | O                                                           |
| San Jorge- Echauri                                          | Avenida San Jorge y Carretera Echauri                       | San Jorge (Pamplona)                                        | O                                                           |
| Sancho el Fuerte-Pio XII                                    | Avenida Sancho el Fuerte y Avenida Pio XII                  | San Juan - Iturrama (Pamplona)                              | B                                                           |
| Sancho el Fuerte- Iñigo Arista                              | Avenida Sancho el Fuerte y Calle Iñigo Arista/              | Iturrama (Pamplona)                                         | A B                                                         |
| Canal- Juan de Tarazona                                     | Calle Canal y Calle Juan de Tarazona                        | Chantrea (Pamplona)                                         | K                                                           |
| Padre Adoain- Magdalena                                     | Calle Padre Adoain/ y Calle Magdalena                       | Chantrea (Pamplona)                                         | K                                                           |

### Otras Líneas
7 líneas de autobús que se sumarían a las líneas complementarias, pero que no estarían contempladas en el borrador inicial del PMUS.
| Línea | Características | Características                         | Características                         | Características                         | Características                         | Características                         | Características                         | Características                         | Características                            | Características                            | Características                         |
| ----- | --- | --------------------------------------- | --------------------------------------- | --------------------------------------- | --------------------------------------- | --------------------------------------- | --------------------------------------- | --------------------------------------- | ------------------------------------------ | ------------------------------------------ | --------------------------------------- |
| F     | Unión Europea ↔ Alzuza — Egüés — Elcano | Unión Europea ↔ Alzuza — Egüés — Elcano | Unión Europea ↔ Alzuza — Egüés — Elcano | Unión Europea ↔ Alzuza — Egüés — Elcano | Unión Europea ↔ Alzuza — Egüés — Elcano | Unión Europea ↔ Alzuza — Egüés — Elcano | Unión Europea ↔ Alzuza — Egüés — Elcano | Unión Europea ↔ Alzuza — Egüés — Elcano | Unión Europea ↔ Alzuza — Egüés — Elcano    | Unión Europea ↔ Alzuza — Egüés — Elcano    | Unión Europea ↔ Alzuza — Egüés — Elcano |
| F     | Inicio - | Fin -                                   | Longitud 8,1 km                         | Paradas 12                              | Tiempo 20'                              | Velocidad Media 21,4 km/h               | Frecuencia 20-60'                       | Número de Autobuses 2                   | Días de Servicio L / M / X / J / V / S / D | Explotación TCC (Transports Ciutat Comtal) | Prestaciones                            |
| F     | Detalles del Servicio: - Área abastecida: Sarriguren, Olaz, Alzuza, Egüés, Elcano e Ibiricu - Funcionamiento: Realiza las rutas Unión Europea ↔ Alzuza, Unión Europea ↔ Egüés y Unión Europea ↔ Elcano - Novedades: Se da servicio a los pueblos de Alzuza, Egüés, Elcano e Ibiricu                                                                                     |                                         |                                         |                                         |                                         |                                         |                                         |                                         |                                            |                                            |                                         |
| H     | Echavacóiz ↔ Arlegui | Echavacóiz ↔ Arlegui                    | Echavacóiz ↔ Arlegui                    | Echavacóiz ↔ Arlegui                    | Echavacóiz ↔ Arlegui                    | Echavacóiz ↔ Arlegui                    | Echavacóiz ↔ Arlegui                    | Echavacóiz ↔ Arlegui                    | Echavacóiz ↔ Arlegui                       | Echavacóiz ↔ Arlegui                       | Echavacóiz ↔ Arlegui                    |
| H     | Inicio - | Fin -                                   | Longitud 10,6 km                        | Paradas 12                              | Tiempo 25'                              | Velocidad Media 30,4 km/h               | Frecuencia 120'                         | Número de Autobuses 1                   | Días de Servicio L / M / X / J / V / S / D | Explotación TCC (Transports Ciutat Comtal) | Prestaciones                            |
| H     | Detalles del Servicio: - Área abastecida: Pamplona (Echavacóiz), Zizur Mayor, Galar, Esparza de Galar y Arlegui - Funcionamiento: Todos los autobuses realizan todo el recorrido - Novedades: Se da servicio a los pueblos de Galar, Esparza de Galar y Arlegui |                                         |                                         |                                         |                                         |                                         |                                         |                                         |                                            |                                            |                                         |
| R     | Echavacóiz ↔ Zariquiegui | Echavacóiz ↔ Zariquiegui                | Echavacóiz ↔ Zariquiegui                | Echavacóiz ↔ Zariquiegui                | Echavacóiz ↔ Zariquiegui                | Echavacóiz ↔ Zariquiegui                | Echavacóiz ↔ Zariquiegui                | Echavacóiz ↔ Zariquiegui                | Echavacóiz ↔ Zariquiegui                   | Echavacóiz ↔ Zariquiegui                   | Echavacóiz ↔ Zariquiegui                |
| R     | Inicio - | Fin -                                   | Longitud 12,5 km                        | Paradas 11                              | Tiempo 25'                              | Velocidad Media 28,2 km/h               | Frecuencia 120'                         | Número de Autobuses 1                   | Días de Servicio L / M / X / J / V / S / D | Explotación TCC (Transports Ciutat Comtal) | Prestaciones                            |
| R     | Detalles del Servicio: - Área abastecida: Pamplona (Echavacóiz), Zizur Mayor, Gazólaz, Paternáin, Muru-Astráin, Astráin y Zariquiegui - Funcionamiento: Todos los autobuses realizan todo el recorrido - Novedades: Se da servicio a los pueblos de Gazólaz, Paternáin, Muru-Astráin, Astráin y Zariquiegui                                                             |                                         |                                         |                                         |                                         |                                         |                                         |                                         |                                            |                                            |                                         |
| U     | Echavacóiz ↔ Echauri | Echavacóiz ↔ Echauri                    | Echavacóiz ↔ Echauri                    | Echavacóiz ↔ Echauri                    | Echavacóiz ↔ Echauri                    | Echavacóiz ↔ Echauri                    | Echavacóiz ↔ Echauri                    | Echavacóiz ↔ Echauri                    | Echavacóiz ↔ Echauri                       | Echavacóiz ↔ Echauri                       | Echavacóiz ↔ Echauri                    |
| U     | Inicio - | Fin -                                   | Longitud 13,1 km                        | Paradas 8                               | Tiempo 25'                              | Velocidad Media 25,6 km/h               | Frecuencia 120'                         | Número de Autobuses 1                   | Días de Servicio L / M / X / J / V / S / D | Explotación TCC (Transports Ciutat Comtal) | Prestaciones                            |
| U     | Detalles del Servicio: - Área abastecida: Pamplona (Echavacóiz), Arazuri, Ororbia, Ibero y Echauri - Funcionamiento: Todos los autobuses realizan todo el recorrido - Novedades: Se da servicio a los pueblos de Arazuri, Ororbia, Ibero y Echauri |                                         |                                         |                                         |                                         |                                         |                                         |                                         |                                            |                                            |                                         |
| W     | Galaria ↔ Unión Europea | Galaria ↔ Unión Europea                 | Galaria ↔ Unión Europea                 | Galaria ↔ Unión Europea                 | Galaria ↔ Unión Europea                 | Galaria ↔ Unión Europea                 | Galaria ↔ Unión Europea                 | Galaria ↔ Unión Europea                 | Galaria ↔ Unión Europea                    | Galaria ↔ Unión Europea                    | Galaria ↔ Unión Europea                 |
| W     | Inicio - | Fin -                                   | Longitud 20,3 km                        | Paradas 15                              | Tiempo 40'                              | Velocidad Media 25,4 km/h               | Frecuencia 120'                         | Número de Autobuses 1                   | Días de Servicio L / M / X / J / V / S / D | Explotación TCC (Transports Ciutat Comtal) | Prestaciones                            |
| W     | Detalles del Servicio: - Área abastecida: Cordovilla, Mutilva, Tajonar, Zolina, Labiano, Ilundáin, Aranguren, Ardanaz y Sarriguren - Funcionamiento: Todos los autobuses realizan todo el recorrido - Novedades: Se da servicio a los pueblos de Tajonar, Zolina, Labiano, Ilundáin, Aranguren y Ardanaz                                                                |                                         |                                         |                                         |                                         |                                         |                                         |                                         |                                            |                                            |                                         |
| X     | Merindades ↔ Ciudad del Transporte | Merindades ↔ Ciudad del Transporte      | Merindades ↔ Ciudad del Transporte      | Merindades ↔ Ciudad del Transporte      | Merindades ↔ Ciudad del Transporte      | Merindades ↔ Ciudad del Transporte      | Merindades ↔ Ciudad del Transporte      | Merindades ↔ Ciudad del Transporte      | Merindades ↔ Ciudad del Transporte         | Merindades ↔ Ciudad del Transporte         | Merindades ↔ Ciudad del Transporte      |
| X     | Inicio - | Fin -                                   | Longitud 19,0 km                        | Paradas 12                              | Tiempo 35'                              | Velocidad Media 23,0 km/h               | Frecuencia 90'                          | Número de Autobuses 1                   | Días de Servicio L / M / X / J / V / S / D | Explotación TCC (Transports Ciutat Comtal) | Prestaciones                            |
| X     | Detalles del Servicio: - Área abastecida: Pamplona (Segundo Ensanche, Milagrosa y Azpilagaña), Cordovilla, Esquíroz, Barbatáin, Noáin, Salinas de Pamplona, Imárcoain y Ciudad del Transporte - Funcionamiento: Todos los autobuses realizan todo el recorrido - Novedades: Se da servicio a los pueblos de Esquíroz, Barbatáin, Noáin, Salinas de Pamplona e Imárcoain |                                         |                                         |                                         |                                         |                                         |                                         |                                         |                                            |                                            |                                         |
| Y     | Hospitales ↔ Landaben — Agustinos | Hospitales ↔ Landaben — Agustinos       | Hospitales ↔ Landaben — Agustinos       | Hospitales ↔ Landaben — Agustinos       | Hospitales ↔ Landaben — Agustinos       | Hospitales ↔ Landaben — Agustinos       | Hospitales ↔ Landaben — Agustinos       | Hospitales ↔ Landaben — Agustinos       | Hospitales ↔ Landaben — Agustinos          | Hospitales ↔ Landaben — Agustinos          | Hospitales ↔ Landaben — Agustinos       |
| Y     | Inicio - | Fin -                                   | Longitud 7,3 km                         | Paradas 15                              | Tiempo 25'                              | Velocidad Media 17,8 km/h               | Frecuencia 60'                          | Número de Autobuses 1                   | Días de Servicio L / M / X / J / V / S / D | Explotación TCC (Transports Ciutat Comtal) | Prestaciones                            |
| Y     | Detalles del Servicio: - Área abastecida: Pamplona (Mendebaldea y Landaben), Barañáin, Orcoyen y Berriozar - Funcionamiento: Realiza las rutas Hospitales ↔ Landaben y Hospitales ↔ Agustinos - Novedades: Se da servicio a los polígonos de Landaben, Barañáin, Orcoyen y Berriozar                                                                                    |                                         |                                         |                                         |                                         |                                         |                                         |                                         |                                            |                                            |                                         |